# Metrica di Alcubierre

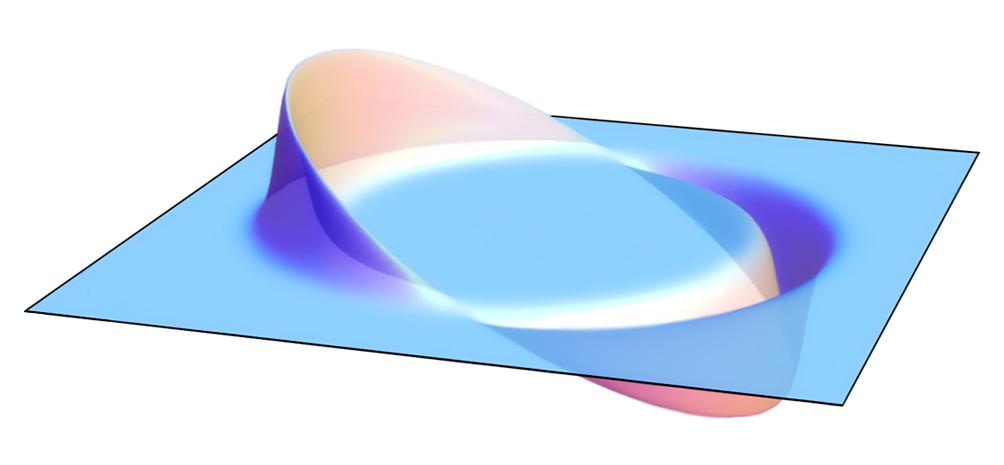
Visualizzazione di uno spazio bidimensionale deformato secondo la metrica di Alcubierre, con la regione frontale contratta (rappresentata da una piegatura nella terza dimensione) e quella posteriore espansa, mentre la regione centrale rimane "piatta".

In fisica, nell'ambito della relatività generale, la metrica di Alcubierre o propulsione di Alcubierre (in inglese Alcubierre drive) è un'ipotesi altamente speculativa di propulsione a curvatura basata su una soluzione delle equazioni di Einstein della relatività generale e proposta dal fisico teorico Miguel Alcubierre nel 1994, durante il suo dottorato presso l'Università del Galles, Cardiff, grazie alla quale un veicolo spaziale potrebbe compiere un viaggio globalmente più veloce della luce, pur localmente non superando tale velocità, cosa vietata dalla Relatività.
Infatti ciò avverrebbe creando una bolla attorno al veicolo per cui lo spazio antistante alla direzione di moto si accorcerebbe mentre quello precedente verrebbe espanso, lasciando il veicolo immobile al centro della bolla stessa.
Dai calcoli ciò risulta fattibile ma al prezzo di richiedere la generazione di un campo di densità di energia negativa, che equivale a richiedere una massa negativa.

## La metrica
In Relatività la forma dello spaziotempo, ossia come e quanto è curvo, è definita mediante un tensore metrico o semplicemente metrica. La metrica di Alcubierre è studiata apposta per ottenere una bolla in cui lo spazio si contrae da una parte e si espande dalla parte opposta, lasciando al centro uno spaziotempo piatto in cui un'astronave può rimanere ferma.
Il risultato è che la bolla potrebbe spostarsi attraverso il tessuto dello spazio-tempo a velocità arbitrarie senza violare la Relatività mentre l'astronave e i suoi occupanti, al centro della bolla, non sperimenterebbero alcuna accelerazione.

### Matematica
Per ricavare la formula della metrica si può usare il formalismo ADM della relatività generale, per cui lo spaziotempo è descritto da una foliazione di ipersuperfici spaziali di coordinate tempo costanti t, con la metrica che assume la seguente forma generale:
{\displaystyle ds^{2}=-\left(\alpha ^{2}-\beta _{i}\beta ^{i}\right)\,dt^{2}+2\beta _{i}\,dx^{i}\,dt+\gamma _{ij}\,dx^{i}\,dx^{j},}
dove
- α è la funzione intervallo temporale che dà l'intervallo di tempo proprio tra ipersuperfici vicine
- βi è il vettore di spostamento che mette in relazione i sistemi di coordinate spaziali su diverse ipersuperfici
- γij è una metrica definita positiva su ciascuna delle ipersuperfici.

La particolare forma studiata da Alcubierre è definita da:
{\displaystyle {\begin{aligned}\alpha &=1,\\\beta ^{x}&=-v_{s}(t)f{\big (}r_{s}(t){\big )},\\\beta ^{y}&=\beta ^{z}=0,\\\gamma _{ij}&=\delta _{ij},\end{aligned}}}
dove
{\displaystyle {\begin{aligned}v_{s}(t)&={\frac {dx_{s}(t)}{dt}},\\r_{s}(t)&={\sqrt {{\big (}x-x_{s}(t){\big )}^{2}+y^{2}+z^{2}}},\\f(r_{s})&={\frac {\tanh {\big (}\sigma (r_{s}+R){\big )}-\tanh {\big (}\sigma (r_{s}-R){\big )}}{2\tanh(\sigma R)}},\end{aligned}}}
con parametri arbitrari R > 0 e σ > 0. La specifica forma della metrica di Alcubierre può quindi essere scritta
{\displaystyle ds^{2}=\left(v_{s}(t)^{2}f{\big (}r_{s}(t){\big )}^{2}-1\right)\,dt^{2}-2v_{s}(t)f{\big (}r_{s}(t){\big )}\,dx\,dt+dx^{2}+dy^{2}+dz^{2}.}
Con questa forma della metrica si può dimostrare che la densità di energia misurata da osservatori la cui 4-velocità è normale alle ipersuperfici è data da
{\displaystyle -{\frac {c^{4}}{8\pi G}}{\frac {v_{s}^{2}\left(y^{2}+z^{2}\right)}{4g^{2}r_{s}^{2}}}\left({\frac {df}{dr_{s}}}\right)^{2},}
dove g è il determinante del tensore metrico.
Quindi è richiesta una densità di energia negativa.
Inoltre, Alexey Bobrick e Gianni Martire affermano che una classe di spaziotempo subluminale a simmetria sferica può essere costruita sulla base di principi fisici attualmente noti all'umanità, con l'energia positiva.

## Limiti
All'atto pratico molte limitazioni emergono alla possibilità di creare e usare una simile configurazione dello spaziotempo, prima di tutto l'apparente impossibilità di generare energie negative, anche se alcuni effetti quantistici, come l'effetto Casimir, lascerebbero aperto qualche spiraglio.
Inoltre non è chiaro come si potrebbe guidare la bolla nel suo percorso.
Lo stesso Alcubierre segnala ostacoli colossali, come il cosiddetto "problema dell'orizzonte": viaggiando più veloce della luce, la parte anteriore della bolla non è accessibile dall'interno, quindi la nave che si trovava al centro non può collocare l'energia in quel punto né avrebbe modo di sottrarcela e quindi non potrebbe mai fermarsi.

### Fabbisogno massa-energia
Se certe disuguaglianze quantistiche ipotizzate da Ford e Roman fossero valide, il fabbisogno energetico per alcuni tipi di motori a curvatura potrebbe essere, oltre che negativo, irrealizzabilmente grande. Ad esempio, potrebbe essere necessaria l'energia equivalente di -1064 kg per trasportare una piccola astronave attraverso la Via Lattea, una quantità ordini di grandezza maggiore della massa stimata dell'universo osservabile, anche se scappatoie sono state escogitate.
Un primo tentativo è stato fatto da parte di Chris Van Den Broeck della Katholieke Universiteit Leuven in Belgio, nel 1999, con il risultato di ridurre l'energia totale necessaria per trasportare piccoli atomi a meno di tre masse solari. Più tardi, nel 2003, modificando leggermente la metrica di Van den Broeck, Serguei Krasnikov ha ridotto la quantità di massa negativa necessaria a pochi milligrammi. Si tratta comunque di bolle teoriche di dimensioni microscopiche (pochi ordini di grandezza sopra la scala di Planck) delle strutture spazio-temporali necessarie.
Nel 2012, il fisico Harold White e i suoi collaboratori hanno annunciato che con una particolare distribuzione della materia esotica si potevano ridurre la massa-energia richiesta per far viaggiare un'astronave macroscopica dall'equivalente della massa di Giove a quello della navicella spaziale Voyager 1 (c. 700 kg) o meno, dichiarando inoltre la loro intenzione di eseguire esperimenti su piccola scala nella costruzione di tali campi di curvatura. Secondo White, un interferometro come quello di Michelson-Morley, modificato, potrebbe essere usato per testare l'idea, anche se Alcubierre ha espresso scetticismo in merito.
Sempre White, nel dicembre del 2021, ha riportato la realizzazione di una simulazione numerica nella quale ha ricreato una struttura simile a una bolla di curvatura utilizzando cavità di Casimir su misura, anche se su scala nanometrica. La reale portata di tale annuncio è comunque molto dubbia.
Sempre nel 2021, il fisico Erik Lentz ha descritto un modo in cui potrebbero esistere motori a curvatura alimentati da energia puramente positiva nota e familiare, ossia sfruttando solitoni superluminali auto-rinforzanti. Lentz dovrà ancora lavorare per ridurre il fabbisogno energetico (positivo).

### Sistema di guida
Nel 2002 José Natário ha fatto notare che i membri dell'equipaggio non hanno modo di controllare, guidare o fermare l'astronave all'interno della bolla in quanto essa non può inviare segnali alla parte anteriore della bolla.

### Sopravvivenza all'interno della bolla
Un articolo del 2009 di Carlos Barceló, Stefano Finazzi e Stefano Liberati, basandosi sulla teoria quantistica ha sostenuto che la propulsione di Alcubierre a velocità superiori a quella della luce è impossibile anche perché si genererebbero temperature estremamente elevate causate dalla radiazione di Hawking che distruggerebbero qualsiasi cosa all'interno della bolla, oltre che destabilizzarla. Il problema non si presenterebbe per velocità subluminali.

### Effetto scia all'arrivo
Brendan McMonigal, Geraint F. Lewis e Philip O'Byrne hanno sostenuto che un'astronave che sfrutti la propulsione di Alcubierre, giunta a destinazione, decelerando dalla velocità superluminale rilascerebbe le particelle che la bolla aveva raccolto durante il viaggio sotto forma di getti di radiazioni altamente energetiche, tali da distruggere qualsiasi cosa si trovi direttamente di fronte all'astronave.

### Violazione di causalità e instabilità semiclassica
In base ai calcoli del fisico Allen Everett le bolle di curvatura potrebbero essere utilizzate per creare curve chiuse di tipo tempo, che nella Relatività generale implicano la possibilità di effettuare viaggi nel tempo a ritroso. Anche se la Relatività generale non vieta le curve chiuse di tipo tempo, la congettura di protezione cronologica ipotizza che gli effetti quantistici interverrebbero per impedirle. Alcuni risultati con la gravità semiclassica sembrano supportare tale congettura, ma solo una teoria completa della gravità quantistica potrebbe dare risposte definitive.
In generale, nota Alcubierre, "... Qualsiasi metodo per viaggiare più veloce della luce può in linea di principio essere usato per viaggiare indietro nel tempo" e, per quanto riguarda la congettura di protezione cronologica, anche se "La congettura non è stata dimostrata [...] ci sono buoni argomenti a suo favore basati sulla teoria quantistica dei campi. La congettura non vieta i viaggi più veloci della luce. Dice solo che se esiste un metodo per viaggiare più veloce della luce e si cerca di usarlo per costruire una macchina del tempo, qualcosa andrà storto: l'energia accumulata esploderà o creerà un buco nero".

## Nella fantascienza
- Nell'universo di Star Trek, viene utilizzato il termine "motore a curvatura" per descrivere un sistema di propulsione più veloce della luce. Né la teoria di Alcubierre, né qualcosa di simile, esistevano quando la serie è stata concepita: il termine "motore di curvatura" e il concetto generale hanno avuto origine nel romanzo di fantascienza di John W. Campbell del 1931 Islands of Space.[32] Alcubierre ha dichiarato in una e-mail a William Shatner che la sua teoria è stata direttamente ispirata dal termine usato nella serie e cita il "motore a curvatura della fantascienza" nel suo articolo del 1994. Una nave spaziale USS Alcubierre appare nel gioco da tavolo Star Trek Adventures.[33]